# Pluto Press (maison d'édition)
 (novembre 2023).
Pluto Press est une maison d’édition indépendante établie à Londres et fondée en 1969. 

## Historique
Bien qu’originairement représentant la branche éditoriale du  Parti socialiste des travailleurs avant de changer de propriétaires et d’être remplacée par Bookmarks. Pluto Press se définit à présent ouvertement comme anticapitaliste, internationaliste et indépendante de tout parti ou organisation politique.
Elle fait partie de l’Alliance internationale des éditeurs indépendants.

## Activité éditoriale
Elle privilégie la pensée critique progressiste en politique et sciences sociales principalement dans les champs de la politique contemporaine, les relations internationales, la théorie politique, l’anthropologie et l’étude critique des nouveaux médias. Ont ainsi figuré à son catalogue la plupart des auteurs de référence de la gauche anticapitaliste tels  Karl Marx, Noam Chomsky, Susan George, bell hooks, Augusto Boal, Edward Saïd, Vandana Shiva, Ilan Pappé, Raya Dunayevskaya, Gabriel Kolko (en), John Holloway, Euclide Tsakalotos, et Jonathan Cook.
Au fil des ans, les ouvrages publiés par Pluto Press ont été régulièrement nommés et récompensés par de nombreux prix internationaux, tant pour leurs textes que pour la qualité de leurs couvertures dont notamment en 2017 le prix de la couverture de livre de l’année pour le Manifeste communiste de Marx et Engels et l’année suivante celui de l’Académie britannique d’illustration de couverture pour ce même ouvrage. La maison d’édition a également été reconnue par plusieurs distinctions professionnelles. 